# Winona Ryder

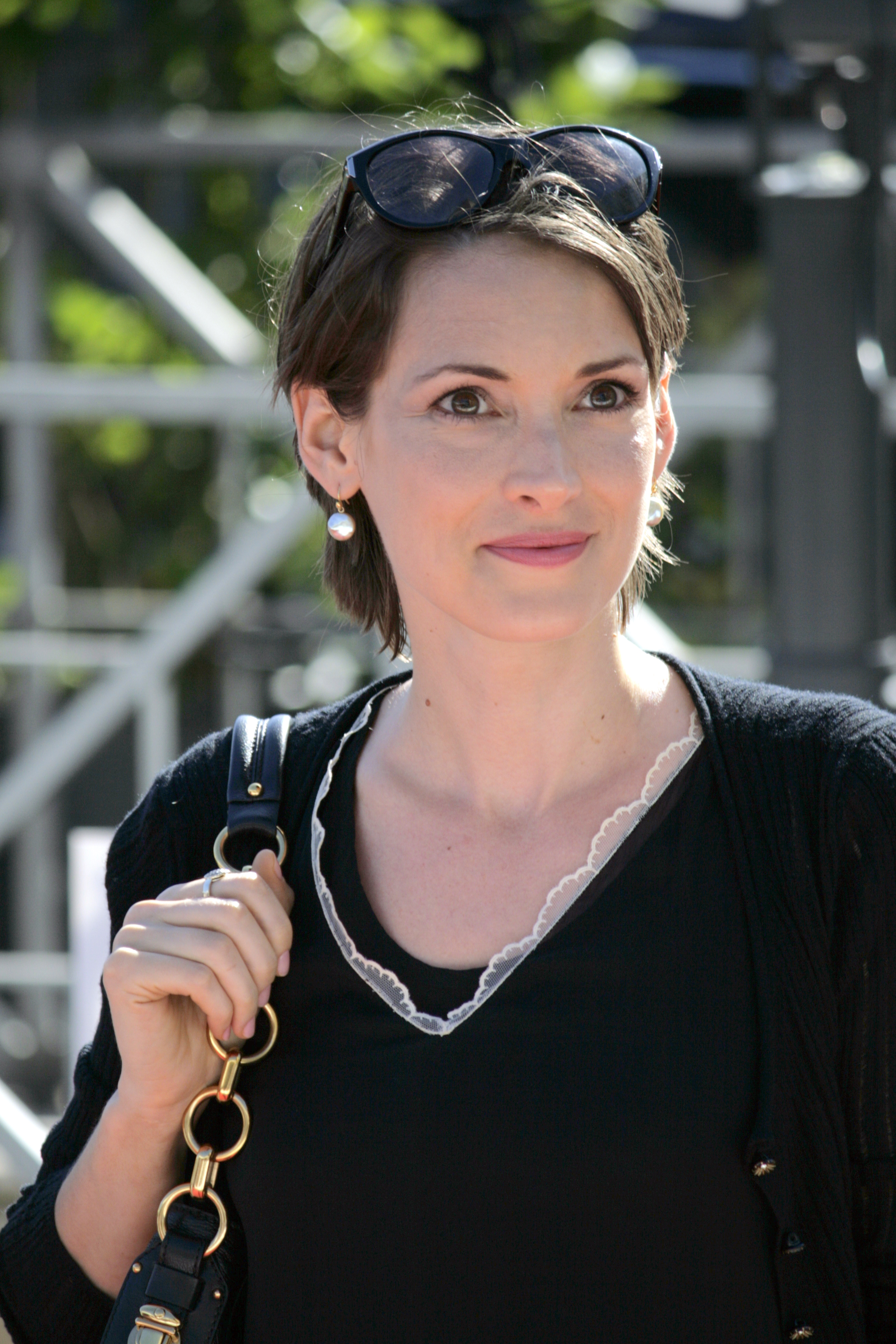
Winona Ryder (2009)

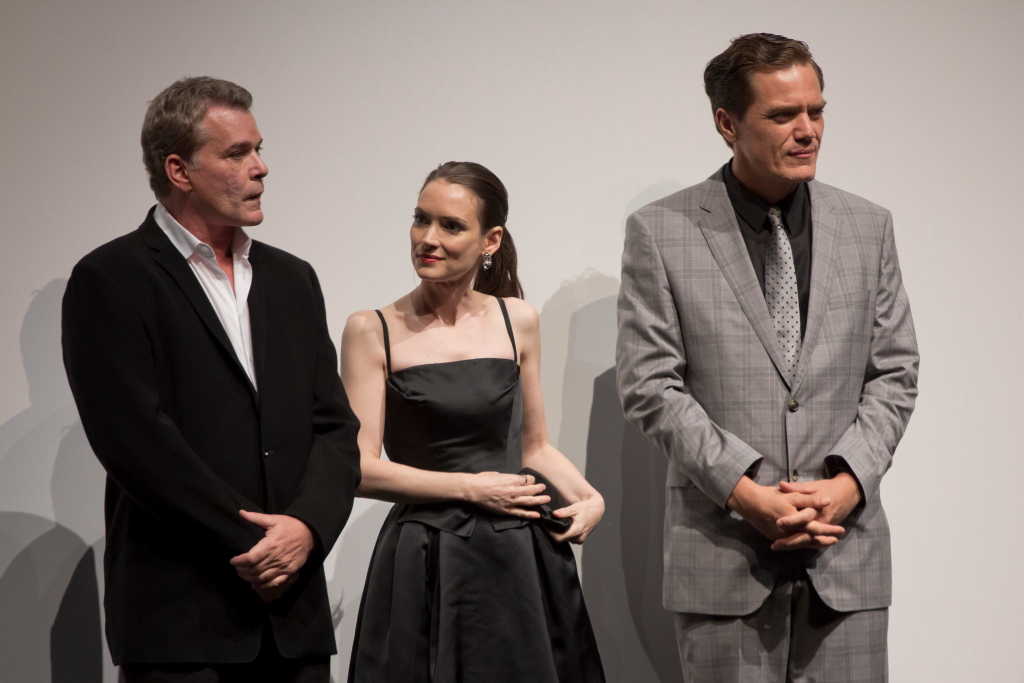
Ray Liotta, Winona Ryder i Michael Shannon (TIFF 2012)

Winona Ryder, właśc. Winona Laura Horowitz (ur. 29 października 1971 w mieście Winona) – amerykańska aktorka filmowa.
Wystąpiła w filmach reżyserów, takich jak Martin Scorsese, Francis Ford Coppola, Jim Jarmusch czy Tim Burton.

## Życiorys
Urodziła się w Winonie w stanie Minnesota, a od 1978 wychowywała się w komunie hippisów w Karolinie Północnej. Jej ojciec był pisarzem i wydawcą, a matka – propagatorką buddyzmu i pisarką, a także bliską przyjaciółką Allena Ginsberga. Winona swoje pochodzenie określa jako żydowskie, gdyż dziadkowie ze strony jej ojca byli żydowskimi imigrantami z Rosji. Ojcem chrzestnym Winony został Timothy Leary. W 1981 przeniosła się z rodziną do Petalumy w Kalifornii, gdzie uczęszczała do prywatnej szkoły i uczyła się aktorstwa w American Conservatory Theatre.
Pozycję zawodową ugruntowała sobie na przełomie lat 80. i 90. rolami w filmach: Śmiertelne zauroczenie, Syreny i Edward Nożycoręki. W 1994 za rolę w filmie Wiek niewinności Martina Scorsese zdobyła Złoty Glob dla najlepszej aktorki drugoplanowej oraz nominację do Oscara w tej samej kategorii. Rok później była nominowana do Oscara dla najlepszej aktorki pierwszoplanowej za rolę w Małych kobietkach. Występ w filmie poświęciła morderstwu Polly Klaas.
W 1998 zasiadała w jury konkursu głównego na 51. MFF w Cannes. W 1999 zagrała główną rolę w Przerwanej lekcji muzyki (1999), filmie opowiadającym historię chorej umysłowo Susanny Kaysen, opartym na jej wspomnieniach zawartych w powieści o tym samym tytule.
Od 2016 roku gra rolę Joyce Byers w serialu Netfliksa Stranger Things, za którą była nominowana m.in. do Złotego Globu.

## Życie prywatne
W latach 90. była związana z aktorem Mattem Damonem. Ponadto przez trzy lata była związana z aktorem Johnnym Deppem.

## Filmografia
- 1986: Lucas jako Rina
- 1987: Amerykański kadryl (Square Dance) jako Gemma
- 1988: Sok z żuka (Beetlejuice) jako Lydia Deetz
- 1988: Rok 1969 (1969) jako Beth
- 1989: Wielkie kule ognia (Great Balls Of Fire!) jako Myra Gale Lewis
- 1989: Śmiertelne zauroczenie (Heathers) jako Veronica Sawyer
- 1990: Syreny (Mermaids) jako Charlotte Flax
- 1990: Edward Nożycoręki (Edward Scissorhands) jako Kim Boggs
- 1990: Witaj w domu, Roxy Carmichael (Welcome Home, Roxy Carmichael) jako Dinky Bossetti
- 1991: Noc na ziemi (Night on Earth) jako Corky
- 1992: Drakula (Bram Stoker’s Dracula) jako Mina Murray / Elisabeta
- 1993: Wiek niewinności (The Age of Innocence) jako May Welland
- 1993: Dom dusz (The House of Spirits) jako Blanca
- 1994: Orbitowanie bez cukru (Reality Bites) jako Lelaina Pierce
- 1994: Małe kobietki (Little Women) jako Jo March
- 1995: Skrawki życia (How to Make an American Quilt) jako Finn Dodd
- 1996: Sposób na Szekspira (Looking for Richard) jako lady Anne
- 1996: Czarownice z Salem (The Crucible) jako Abigail Williams
- 1996: Chłopcy (Boys) jako Patty Vare
- 1997: Obcy: Przebudzenie (Alien: Resurrection) jako Annalee Call
- 1998: Celebrity jako Nola
- 1999: Przerwana lekcja muzyki (Girl, Interrupted) jako Susanna Kaysen
- 2000: Miłość w Nowym Jorku (Autumn in New York) jako Charlotte
- 2000: Stracone dusze (Lost souls) jako Maya Larkin
- 2002: Mr. Deeds – milioner z przypadku (Mr. Deeds) jako Babe Bennett
- 2002: Simone (S1m0ne) jako Nicola Anders
- 2006: Przez ciemne zwierciadło (A Scanner Darkly) jako Donna Hawthorne
- 2006: Nagrody Darwina (The Darwin Awards) jako Siri Taylor
- 2007: Jak złamać 10 przykazań (The Ten) jako Kelly
- 2007: Sexlista 101 (Sex and Death 101) jako Gillian
- 2008: Informers (The Informers) jako Cheryl Laine
- 2009: Star Trek jako Amanda Grayson
- 2009: Stay Cool jako Scarlet Smith
- 2009: Prywatne życie Pippy Lee (Private Lives of Pippa Lee, The) jako Sandra Dulles
- 2010: Czarny łabędź (Black Swan) jako Beth Macintyre
- 2010: Gdy miłość to za mało (When Love Is Not Enough: The Lois Wilson Story) jako Lois Wilson
- 2011: Sekrety i grzeszki (The Dilemma) jako Geneva Backman
- 2012: Frankenweenie jako Elsa van Helsing (głos)
- 2012: The Letter jako Martine
- 2012: Iceman: Historia mordercy (The Iceman) jako Deborah
- 2013: W obronie własnej jako Sheryl Marie Mott
- 2015: Eksperymentator jako Alexandra 'Sasha' Milgram
- od 2016: Stranger Things jako Joyce Byers (serial Netfliksa)
- 2018: Weselne przeznaczenie (Destination Wedding) jako Lindsay
- 2020: Spisek przeciwko Ameryce jako Evelyn Finkel (miniserial)
- 2022: Gone in the Night jako Kath
- 2024: Beetlejuice Beetlejuice jako Lydia Deetz

## Nagrody
- Złoty Glob Najlepsza aktorka drugoplanowa: 1994 Wiek niewinności